# Georges de Jonghe d’Ardoye
Georges-Marie-Joseph-Hubert-Ghislain de Jonghe d’Ardoye MEP (ur. 23 kwietnia 1887 w Saint-Gilles, zm. 27 sierpnia 1961) – belgijski duchowny rzymskokatolicki, członek Towarzystwa Misji Zagranicznych w Paryżu, wikariusz apostolski Junnanu, arcybiskup, dyplomata papieski.

## Biografia
21 czerwca 1910 otrzymał święcenia prezbiteriatu i został kapłanem Towarzystwa Misji Zagranicznych w Paryżu.
23 maja 1933 papież Pius XI mianował go wikariuszem apostolskim Junnanu w Chinach oraz biskupem tytularnym amathyjskim. 17 września 1933 przyjął sakrę biskupią z rąk przełożonego generalnego Towarzystwa Misji Zagranicznych w Paryżu abpa Jeana-Baptisty-Marii Budesa de Guébrianta MEP. Współkonsekratorami byli wikariusz apostolski Shunqingu Paul Wang Wencheng oraz wikariusz apostolski Jiadingu Matthew Ly Yunho.
17 października 1938 ten sam papież mianował go delegatem apostolskim w Iraku. Otrzymał wówczas również arcybiskupstwo tytularne Misthii. 6 lipca 1947 został przeniesiony na urząd delegata apostolskiego Archipelagu Indonezyjskiego. 16 marca 1950, po podniesieniu rangi przedstawicielstwa, został internuncjuszem apostolskim w Indonezji.
2 marca 1955 wyznaczony internuncjuszem apostolskim w Egipcie. 23 listopada 1956 przeszedł na emeryturę.